# Rayman: Jungle Run
Rayman: Jungle Run est un jeu vidéo de plates-formes développé par Pastagames et édité par Ubisoft en 2012 sur iPhone, Ipad, Android. Il utilise le même moteur que Rayman Origins, le UbiArt Framework.
Rayman: Jungle Run a remporté un large succès grâce à sa jouabilité et ses graphismes. Sa popularité a conduit à la création d'une suite sortie en 2013, nommée Rayman: Fiesta Run

## Principe du jeu
Rayman: Jungle Run est composé d'une quarantaine de niveaux de base plus une trentaine disponible gratuitement en téléchargement. Chaque monde est constitué de 10 niveaux dont un qu'on obtient avec 5 dents de la mort dans le même monde. Ce niveau est plus compliqué et correspond au niveau final du monde. Pour obtenir une dent de la mort, il faut obtenir 100 lums dans le niveau.
Le jeu est basé sur un principe de runner c'est-à-dire que Rayman court automatiquement tout au long du niveau. À chaque mode de base s'ajoute une mécanique de gameplay (saut, hélico, courir sur les murs et frapper). On peut également trouver un cœur au cours du niveau qui nous octroie une vie supplémentaire. Tous ces éléments rendent les niveaux encore plus complexes.
Le joueur participe à des courses dynamiques et bien orchestrées, composées d'éléments interactifs et de trouvailles visuelles, disposant d'une fluidité impressionnante. Chaque décor est rempli de détails impressionnants et certains niveaux marquent les esprits grâce à leur ambiance.
Le but principal est d'établir un perfect dans chaque niveau pour débloquer toutes les dents de la mort.

## Critiques
Le jeu a reçu de très bonnes critiques pour son système de jeu et son level-design très réussi.
Il a surtout été applaudi pour ses mécaniques de jeu très bien adaptées sur mobiles et exploitent bien la jouabilité sur smartphones.
Certains journalistes disent même que Rayman: Jungle Run est le jeu de l'année 2012 sur iPhone.